# Corine Rottschäfer
Corine Rottschäfer (Hoorn, 8 maggio 1938 – 24 settembre 2020) è stata una modella olandese, vincitrice del concorso di bellezza Miss Mondo 1959.

## Biografia
Corine Rottschäfer è stata la prima olandese a vincere il titolo di Miss Mondo. In precedenza aveva ottenuto anche il titolo di Miss Europa nel 1957 e aveva vinto la fascia di Miss Photogenic a Miss Universo 1958. Dopo l'anno di regno, Corine Rottschäfer intraprese la carriera di modella internazionale, fondando in seguito l'agenzia di moda Corine's Agency con sede ad Amsterdam.